# Werner I. Štrasburský
Werner I. Štrasburský (975/980 – 28. října 1028 Konstantinopol) byl štrasburský biskup z rodu Habsburků.

## Život
Podle Oswalda Redlicha a Karla-Friedricha Kriegera se narodil jako syn Lancelina, příslušníka rodu Habsburků. Heinrich Appelt ho však dle kroniky Acta Murensia považuje za švagra Radbota Habsburského, Lancelinova syna. V roce 1001 se stal štrasburským biskupem, jímž byl však vysvěcen až o rok později. Začátek jeho vlády ve Štrasburku byl provázen válečnými nepokoji. Poté, co podpořil kandidaturu Jindřicha II. Bavorského na římskoněmecký trůn, byl totiž napaden Jindřichovým nepřítelem Heřmanem II. Švábským a málem padl do jeho zajetí. Po Heřmanově porážce Jindřich štrasburského biskupa bohatě odškodnil. Rozličnými majetky Wernera obdarovával i později. Werner se dokonce pohyboval na císařově dvoře a zúčastnil se řady říšských významných událostí, například Jindřichovy římské jízdy z roku 1014 nebo říšského sněmu ve Frankfurtu z roku 1016. Roku 1020 se podílel na císařových válkách v Burgundsku. Na církevní scéně se s Jindřichem ovšem několikrát dostal do konfliktu, jednalo například o podporu reformního úsilí mohučského arcibiskupa Ariba. V roce 1024 se Werner odvážil postavit proti novému papeži Janovi XIX. Téhož roku se podílel na udělení římské koruny Konrádu II. Sálskému, s nímž se brzy spřátelil. Roku 1027 ho doprovázel na tažení do Říma a rok později vedl císařovo poselství za byzantským císařem Konstantinem VIII. do Konstantinopole, kde zemřel. Pravděpodobně založil klášter Muri a zasloužil se o přestavbu Katedrály Notre-Dame ve Štrasburku.